# 金刀比羅宮東京分社
金刀比羅宮東京分社（ことひらぐう・とうきょうぶんしゃ） は、東京都文京区にある神社（香川県仲多度郡琴平町にある金刀比羅宮の分社）である。神紋は丸に金。

## 祭神
- 大物主神
- 倉稲魂神

## 由緒
1819年（文政2年）、中山道下板橋宿上宿の名主板橋市左衛門が所有地内に金毘羅大権現を観請し、邸内祠として祀られたのがはじまり。1880年（明治13年）、無格社・金刀比羅神社として公認された。
1888年（明治21年）に神田和泉町に遷座し、金刀比羅宮直轄の境外末社に加えられた。
1890年（明治23年）に深川古石場町に遷座。関東大震災と東京大空襲ではいずれも建造物を焼失し、戦後御神霊は讃岐本宮の旭社に遷されていた。
1956年(昭和31年)、元高松藩主松平家当主の松平頼明から、讃岐高松藩上屋敷の邸内社として1793年（寛政5年）に創建された水道橋金刀比羅神社の境内地（下屋敷跡）を再建用地として寄進を受けたことで二社を合わせて祀ることとなり、1964年（昭和39年）に遷座再興した。

## 年間祭典
- 1月10日 - 初十日祭
- 2月3日 - 節分祭（佐渡ヶ嶽部屋の力士による豆まき）
- 5月19・20日 - 例祭日

## 所在地情報
所在地
東京都文京区本郷一丁目5番11号
交通
- 鉄道
  - 水道橋駅（JR中央線下車徒歩5分・都営地下鉄三田線下車徒歩3分）